# Hermann Robert Knothe
Hermann Robert Knothe (* 25. Oktober 1815 in Urdenbach; † 21. Dezember 1892 in Grottkau) war ein preußischer Generalleutnant.

## Leben

### Herkunft
Hermann Robert war der Sohn des preußischen Rittmeisters Georg Friedrich August Knothe (1788–1849) und dessen Ehefrau Karoline Luise, geborene Wehrwein (1792–1852).

### Militärkarriere
Knothe besuchte die Kadettenhäuser in Potsdam und Berlin. Anschließend wurde er am 7. August 1832 als Sekondeleutnant ohne Patent der 6. Artillerie-Brigade der Preußischen Armee überwiesen. Am 1. November 1832 erhielt er das Patent zu seinem Dienstgrad und absolvierte bis 1834 die Vereinigte Artillerie- und Ingenieurschule. Nach dem erfolgreichen Abschluss wurde Knothe am 27. Dezember 1834 zum Artillerieoffizier ernannt und zur weiteren Ausbildung von 1837 bis 1840 an die Allgemeine Kriegsschule kommandiert. Anschließend wurde er am 27. Dezember 1842 mit Patent vom 3. Oktober 1830 in die 5. Artillerie-Brigade versetzt und am 4. April 1843 zum Premierleutnant befördert. Knothe avancierte Ende Januar 1849 zum Hauptmann und kam am 3. August 1850 als Artillerieoffizier vom Platz in die Festung Cosel. Mit Patent vom 12. Februar 1847 erfolgte am 3. August 1854 seine Versetzung als Batteriechef in das 1. Artillerie-Regiment. Unter Stellung à la suite des 3. Artillerie-Regiments wurde Knothe am 1. Januar 1857 Kommandeur des Trains des III. Armee-Korps. Daran schloss sich am 1. Mai 1858 eine Verwendung als Kommandeur der I. Abteilung im 1. Artillerie-Regiment an und in dieser Stellung stieg er bis Mitte März 1863 zum Oberst auf. Vom 25. Juni 1864 bis zum 3. November 1865 war Knothe Kommandeur des Feldartillerie-Regiments Nr. 5 und trat anschließend die Nachfolge von Friedrich Wilhelm Eduard Herkt als Kommandeur des Feldartillerie-Regiment Nr. 1 an. Unter Stellung à la suite wurde er am 12. Dezember 1865 Kommandeur der 1. Artillerie-Brigade, mit der er im Jahr darauf während des Krieges gegen Österreich an den Schlachten bei Trautenau und Königgrätz teilnahm. Nach dem Friedensschluss wurde er am 31. Dezember 1866 mit Patent vom 30. Oktober 1866 zum Generalmajor befördert. Am 21. April 1868 erhielt er seinen Abschied mit Pension.
Während der Mobilmachung anlässlich des Krieges gegen Frankreich wurde Knothe zunächst zur Disposition gestellt und ab dem 22. August 1870 als Kommandant von Neiße verwendet. Unter Verleihung des Roten Adlerordens II. Klasse mit Eichenlaub kehrte er am 20. März 1871 in das inaktive Verhältnis zurück. Außerdem bekam er am 26. April 1872 den Charakter als Generalleutnant.
Er starb am 21. Dezember 1892 in Grotkau und wurde in Polen beigesetzt.
Sein Abteilungskommandeur schrieb 1847 in seiner Beurteilung: „Moralität, Diensteifer, Dienstkenntnisse und Pünktlichkeit sehr gut. Besitzt sehr gute Kenntnisse und ist ein recht anständiger gebildeter Offizier, der sich zur vorzugsweisen Beförderung eignet.“